# Dimeria kanjirapallilana
Dimeria kanjirapallilana är en gräsart som beskrevs av K.C.Jacob. Dimeria kanjirapallilana ingår i släktet Dimeria och familjen gräs. Inga underarter finns listade i Catalogue of Life.